# Mil e Uma
Mil e Uma é um filme de drama brasileiro de 1994 dirigido e escrito por Suzana de Moraes. O filme é estrelado por Giovanna Gold e conta a história de uma jovem cineasta que se envolve com o tráfico de drogas. Conta ainda com as atuações de Alexandre Borges, José Rubens Chachá, José Mayer, Christiana Guinle, Hamilton Vaz Pereira e Lélia Abramo nos demais papéis secundários.

## Enredo
Alice (Giovanna Gold) nutre o sonho de materializar um filme imaginário que retrata a fictícia viagem do renomado pintor e poeta francês Marcel Duchamp ao Brasil. No entanto, devido à sua inexperiência como diretora de longa-metragem, enfrenta dificuldades para encontrar financiamento ou patrocinadores que apoiem seu ambicioso projeto. Diante dessa realidade, Alice é confrontada com uma proposta inusitada de seu ex-marido, David (José Rubens Chachá): envolver-se no lucrativo negócio do tráfico de cocaína como forma de arrecadar os fundos necessários para produzir seu filme.

## Elenco
- Giovanna Gold como Alice
- Alexandre Borges como Antônio
- José Rubens Chachá como David
- José Mayer como Barão
- Hamilton Vaz Pereira
- Christiana Guinle como Luciana
- José Lewgoy como Antônio
- Walmor Chagas
- Sérgio Mamberti como Perito
- Cecil Thiré
- Lélia Abramo como mãe de Alice
- Vera Holtz como Secretária
- Fábio Namatame

## Produção

### Antecedentes e desenvolvimento
Mil e Uma marca a estreia da cineasta Susana Moraes no mundo dos longa-metragens, trazendo consigo a herança artística como filha do renomado poeta Vinicius de Moraes. Antes de sua incursão nesse formato, Susana dirigiu os curtas Carlos Leão (1974), Museu Paulista (1975) e Vinicius de Moraes, um Rapaz de Família (1980). Além de sua atuação como diretora, Susana também teve experiência como atriz nos anos 70, participando de filmes do Cinema Marginal, dirigidos por Júlio Bressane, Antônio Calmon e Miguel Faria Jr.
A trama de Mil e Uma gira em torno de Alice (interpretada por Giovanna Gold), uma jovem cineasta que se envolve com o tráfico de drogas ao tentar realizar um filme sobre uma imaginária viagem do artista plástico francês Marcel Duchamp ao Brasil. No elenco, ao lado de Giovanna Gold, encontram-se atores como Alexandre Borges, José Rubens Chachá, Hamilton Vaz Pereira e Christiana Guinle. O filme também conta com breves participações de José Lewgoy, Walmor Chagas, José Mayer, Sérgio Mamberti e Cecil Thiré. A fotografia é assinada por Affonso Beato. A produção do filme foi finalizada em 1994. Na trilha sonora, Adriana Calcanhoto empresta sua voz a duas canções cativantes. Arrigo Barnabé compartilha os vocais com Péricles Cavalcanti em uma faixa memorável, enquanto Arnaldo Antunes participa de outras duas, enriquecendo ainda mais a diversidade musical presente no álbum.

## Lançamento
O filme teve sua première no Festival de Gramado em agosto de 1994 e, no mesmo ano, foi selecionado para o Festival de Brasília. No entanto, foi lançado somente em 1996 com exibição limitada. No dia 20 de maio de 1996, um espetáculo único reuniu os talentos de Péricles Cavalcanti, Arrigo Barnabé, Arnaldo Antunes e Adriana Calcanhoto para celebrar o lançamento de um filme em São Paulo. O Terraço Itália foi o palco escolhido para esse evento memorável. Além da apresentação musical, também foi lançada a trilha sonora do filme, magistralmente composta por Péricles Cavalcanti. Esse lançamento foi realizado pelo Cine Natasha, com selo da Natasha Records especializado em trilhas sonoras cinematográficas.

## Recepção

### Prêmios e indicações
Durante o 22° Festival de Cinema de Gramado, o filme se saiu vencedor do Troféu Kikito na categoria especial do júri oficial, recebendo menção honrosa para o trabalho de Susana Moraes, além de ter concorrido na categoria de Melhor Filme. No 27° Festival de Brasília, Mil e Uma recebeu o Troféu Candango nas categorias de Melhor Roteiro para Susana Moraes e Hélio Silva, Melhor Montagem para Marta Luz, Melhor Direção de Arte para Mari Stokler e Melhor Direção de Fotografia para Affonso Beato.